# Edmond (Oklahoma)
Edmond ist eine Stadt im Oklahoma County in Oklahoma in den USA und Teil der Metropolregion von Oklahoma City annähernd in der Mitte des Staates. Das U.S. Census Bureau hat bei der Volkszählung 2020 eine Einwohnerzahl von 94.428 ermittelt.
Die Stadt liegt an der Nordgrenze von Oklahoma City und wird durch zwei große Autobahnen mit dessen Innenstadt verbunden: U.S. Route 77, die durch die Innenstadt führt, und Interstate 35 im Osten der Stadt.

## Geographie
Laut dem United States Census Bureau hat die Stadt eine Fläche von 227,8 km2, von denen 220,5 km2 Land- und 7,3 km2 (3,19 %) Wasserfläche sind.

## Bevölkerung
Laut der US-Volkszählung von 2000 hatte Edmond 68.315 Einwohner, 25.256 Haushalte und 18.588 Familien. Die Bevölkerungsdichte betrug 802,4/km². Es gab 26.380 Gebäude mit einer Dichte von 309,9/km². Nach Rassen bestand die Bevölkerung aus 86,58 % Weißen, 4,04 % Afroamerikanern, 2,27 % Indianern (Native American), 3,26 % Asiaten, 0,08 % Pazifikinsulanern (Pacific Islander), 0,90 % anderen Rassen und 2,87 % Nachfahren von zwei oder mehr Rassen. 2,75 % waren Hispanics oder Latinos unabhängig von ihrer Rassenzugehörigkeit.
Es gab 25.256 Haushalte, in 39,3 % davon lebten Kinder unter 18 Jahren, 61,9 % waren zusammen lebende Ehepaare, 9,8 % wurden allein von Frauen geführt und 26,4 % waren keine Familien. 20,6 % der Haushalte bestanden aus Alleinstehenden und 6,1 % aus Alleinstehenden von 65 Jahren oder älter. Die durchschnittliche Haushaltsgröße betrug 2,63 und die durchschnittliche Familiengröße 3,08 Personen.
Die Zusammensetzung nach Alter umfasste 27,5 % unter 18, 11,3 % von 18 bis 24, 29,6 % von 25 bis 44, 22,8 % von 45 bis 64 und 8,8 % waren 65 Jahre oder älter. Das Durchschnittsalter betrug 34 Jahre. Auf 100 Frauen kamen 93,7 Männer und auf 100 Frauen von 18 Jahren oder älter kamen 89,5 Männer.
Das Durchschnittseinkommen eines Haushalts betrug 54.556 US-Dollar und das einer Familie 65.230 $. Männer hatten ein Durchschnittseinkommen von 46.833 $ gegenüber 28.231 $ bei Frauen. Das Prokopfeinkommen in der Stadt betrug 26.517 $. 4,4 % der Familien und 7,2 % der Bevölkerung lebten unter der Armutsgrenze, darunter 6,2 % derer unter 18 und 5,3 % derer mit 65 Jahren oder älter.

## Geschichte
Als höchster Punkt an der Santa Fe-Eisenbahnlinie im Oklahoma-Territorium hieß Edmond zunächst „Summit“ (Gipfel) und war in den 1880ern eine Versorgungsstation für die Züge. Nach dem Oklahoma Land Run von 1889 benannte die Eisenbahngesellschaft die Stadt um nach einem ihrer Ingenieure. Obwohl die meisten Einrichtungen des Bahnstützpunktes längst verschwunden sind, fährt die Linie der heutigen Gesellschaft BNSF Railway noch immer auf der gleichen Strecke.
In Edmond wurde das erste Schulgebäude Oklahomas errichtet, das noch immer als historisches Monument an der Ecke 2nd Street und Boulevard steht. Auch die erste Kirche Oklahomas, St. John’s Catholic Church, befindet sich noch immer in Edmond, allerdings nicht mehr im ursprünglichen Gebäude.
Am 20. August 1986 lief der Postangestellte Patrick Sherrill im Postamt der Stadt Amok und tötete 14 Menschen, bevor er sich anschließend selbst erschoss. Ein Denkmal für die Opfer dieses Verbrechens steht vor dem Postamt in der Innenstadt.
Im Mai 1996 war die Stadt Gegenstand einer Entscheidung des Obersten Gerichtshofs der USA, weil das Stadtsiegel ein christliches Kreuz zeigt, was zu Bedenken wegen der Religionsfreiheit nach dem 1. Zusatzartikel zur Verfassung der Vereinigten Staaten führte. Der Oberste Gerichtshof bestätigte die Entscheidung eines Berufungsgerichts des Bundes, das die Stadt zwang, das Kreuz aus ihrem Siegel zu entfernen. Ein Ersatz für das Kreuz wurde bisher nicht gefunden, sodass das Siegel einen auffälligen leeren Platz aufweist.

## Politik
Der Bürgermeister der Stadt ist seit Mai 2021 Darrell A. Davis.

## Erholungsgebiete
- Arcadia Lake
- Festival Market Place (bzw. Farmer’s Market)
- Kickingbird Golfplatz
- Coffee Creek Golfplatz
- Oak Tree Golfplatz
- Pelican Bay

### Parks
- Bickham-Rudkin Park
- Brookhaven Park
- Centennial Park
- Chitwood Park
- Clegern Park
- Dog Park
- E.C. Hafer Park
- Fink Park
- Gossett Park
- J.L. Mitch Park
- Johnson Park
- Kelly Park
- Meadow Lakes Park
- Penick Park
- Shannon Miller Park
- Stephenson Park
- Ted Anderson Park
- Westborough Park
- Whispering Heights Park

## Bildung

### High schools
- Edmond Memorial High School
- Edmond North High School
- Edmond Santa Fe High School
- Deer Creek High School

### Universitäten
- University of Central Oklahoma
- Oklahoma Christian University

### Privatschulen
- Oklahoma Christian School
- Oklahoma Christian Academy
- Providence Hall Classical Christian School
- St. Elizabeth Ann Seton (katholisch)

## Kunst und Sehenswürdigkeiten
Die Stadt fördert Kunst im öffentlichen Raum wie Statuen, Wandmalereien, Glasmalereien, Stahlskulpturen u. a.
Am 4. Juli 2007 enthüllte die Stadt eine Bronzestatue von Nannita Daisey, die als erste Frau im Oklahoma Land Run eine eigene Parzelle erhalten hatte.

## Bekannte Einwohner
- Michael Brown (* 1954), Politiker
- Greyson Chance (* 1997), Musiker
- David Edwards (* 1956), Golfspieler
- Darci Lynne Farmer (* 2004), Bauchrednerin
- Annie Funke (* 1985), Schauspielerin
- Chris Gaylor (* 1979), Musiker (The All-American Rejects)
- Blake Griffin (* 1989), Basketballspieler[6]
- Craig Groeschel (* 1967), evangelikaler Pastor, Gründer von Life.church, Referent und Autor
- Charlie Haas (* 1972), Wrestler
- Mat Hoffman (* 1972), BMX-Radsportler
- Mike Kennerty (* 1980), Musiker (The All-American Rejects)
- Hayley McFarland (* 1991), Schauspielerin, Sängerin und Tänzerin
- Shannon Miller (* 1977), olympische Turnerin
- Gil Morgan (* 1946), Profigolfer
- Gunnar Nixon (* 1993), Zehnkämpfer
- Josh Richardson (* 1993), Basketballspieler
- Reggie Smith, Footballspieler
- Bob Tway (* 1959), Profigolfer
- Scott Verplank (* 1964), Profigolfer
- Jay Wadley (* 1988), Filmkomponist und Arrangeur